# جالامين ثلاثي ثيوديد
جالامين ثلاثي ثيوديدGallamine triethiodide (Flaxedil) هو مرخي للعضلات غير مزيل للاستقطاب. وهو يعمل عن طريق الدمج مع مواقع المستقبلات الكولينية في العضلات وعرقلة عمل ناقل الأسيتيل كولين بشكل تنافسي. جالامين هو نوع من الحاصرات غير المستقطبة لأنه يرتبط بمستقبل الأسيتيل كولين ولكن ليس لديه النشاط البيولوجي للأسيتيل كولين. جالامين ثلاثي إيثيوديد له تأثير حال للعصب السمبثاوي على العصب المبهم القلبي، مما يسبب عدم انتظام دقات القلب وأحيانًا ارتفاع ضغط الدم. الجرعات العالية جدًا تسبب إطلاق الهستامين.
وجود اليود يجعله غير شفاف، وأمبولته الموجودة في حقيبة في ماسح الأشعة السينية بالمطار تثير الشكوك الكاذبة بوجود رصاصة في الحقيبة. كان يستخدم عادة جالامين ثلاثي إيثيوديد لمنع تقلصات العضلات أثناء العمليات الجراحية، ولكن تم استبداله الآن بأدوية جديدة حاصرة عصبية عضلية مع آثار جانبية أقل.
تم تطويره بواسطة دانيال بوفيه في عام 1947. لم يعد يتم تسويق الدواء في الولايات المتحدة، وفقًا للكتاب البرتقالي لإدارة الغذاء والدواء.

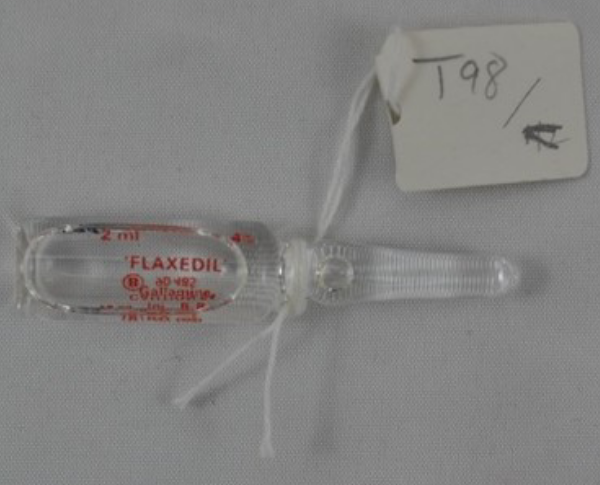
An ampoule of gallamine.